# Српске средњовековне повеље
Српске средњовековне повеље су повеље, односно писане исправе које су српски владари и великаши издавали током средњовековног периода српске историје. Биле су додељиване цркви, световној властели и градовима, понекад и привилегованим грађанима. Повеље су представљале заповест владара како да се уреде правни односи на једном властелинству, то јест великом земљишном поседу. Повељама су углавном утврђиване повластице; имунитетна права адресата: својинска права, права према сељацима, повлашћени однос према држави и њеним органима. Повеље су биле први писани извор права, оног које је важило у унутрашњости земље и заснивало се вероватно на обичајном праву.

## Настанак повеља
Када су Срби дошли на Балканско полуострво и населили се у својој новој отаџбини, код њих није била високо развијена писменост, и они нису често писмено општили, ни међусобно а ни са  страним државама и народима. Писменост се код Срба почела развијати врло вероватно од почетка IX века, мада су Срби свакако већ и пре тога познавали писане документе и добијали су их из Далмације, Византије и  Италије.
Од почетка IX века Срби су међутим све чешће размењивали разна писана саопштења, акте, писма, наредбе, и тсл. Несумљив доказ о томе, да су наши преци у то доба знали за повеље и добијали их је Порфирогенитово причање о златној повељи, коју је Словенима у Јелади послао византијски цар.
У X веку византијске власти као да су већ водиле званичну преписку са српским династијама у Рашкој, Захумљу,Травунији и Дукљи, јер Порфирогенит износи формуларе, по којима је у то доба писано, наравно на грчком језику, управницима тих области, који су често били из породица домаћих династија и великаша. То показује несумљиво да је комуникација у виду писања писама, одговарања, дописивања, преписки, византијских надлештва са представницима власти у срским земљама, била у то доба доста жива. Та коресподенција је свакако вођена само повремено, и без сумње само на грчком језику.
У нашим првим државним организацијама није се вероватно дуго времена осећала потреба за посебним личностима које ће водити коресподенцију, било за унутрашњи било са спољни садржај, а још мање се наравно осећала потреба за посебним објектом, где ће се посао вршити.
Као „писана сведочанства састављена у одређеном облику...о неком чину правне природе",  повеље настају из пословних, односно правних односа  најчешће владара, великаша и црквених великодостојника према установама или појединцу, односно према правном или физичком лицу.

### Канцеларије
Српске канцеларије у средњем веку свакако нису основане и уређене одједном и у исти мах, него су код нас писма и акти, посебно на народном српском језику првобитно писана од стране личности, које се за тај посао нису посебно припремале и нису биле специјално одређене за то. Исто тако, без сумње, првобитно није било ни сталног, одређеног места где је тај посао обављан, него је и оно било случајно и произвољно.
Прва српска писма и акти на народном језику писани су вероватно у Рашкој у првим српским државама у 9. и 10. веку, али права канцеларија у то доба тамо још није била основана и уређена - бар нема сачуваних података или оправданих разлога, којима би се та претпоставка могла бранити. Много је вероватније, готово је извесно, да је у зетској српској држави у 11. веку вођена коресподенција, бар у унутрашњој употреби, на српском језику, али и та коресподенција свакако није још била вођена редовно, у том раду није било сталности и континуитета, и српска канцеларија као таква сигурно није још постојала ни у зетској држави.
Тек су у 12. веку, после пропасти зетске српске државе, у Рашкој и у Босни, после извесног времена, основане прве српске државне канцеларије, у почетку вероватно само за унутрашњу коресподенцију. Једино су црквене повеље у Рашкој писане и издаване на народном језику по византијском узору вероватно и нешто раније, али су оне без сумње писане у манастирима, а не у државним канцеларијама. Немогуће је утврдити где је била образована прва канцеларија за српску коресподенцију, да ли у Босни или у Рашкој. Али је сигурно да је у Дубровнику основана српска канцеларија касније него у Рашкој и Босни, као што је то несумљиво утврдио професор Милан Решетар. У Дубровнику су српске повеље, каснијих деценија 13. века, писали појединци, који нису владали српским језиком. У Хуму је српска државна канцеларија основана пред средину 13. века, а у Зети почетком друге половине 14. века.

## Наредба за писање повеља
Повеље и разни други правни акти писани су и издавани да формално констатују и утврде фактe или одлуку правне природе. Саму одлуку и акт правне природе доносили су, код нас, у средњем веку владаоци, поједине особе или општинске власти (преко својих представника), као правно способна лица. Употребу тог свога права чинили су они изјавом о својој одлуци, и то или по сопственој иницијативи или на нечију молбу (обично онога, у чију корист је учињена изјава о правној радњи), или на нечије посредовање (које је опет по правилу вршено на молбу онога, у чију је корист учињена изјава о правној радњи).
Правна радња је била учињена самом изјавом воље лица или представника власти, које је имало право и слободу на изјаву воље у том правцу. После изјаве воље о правној одлуци, било је потребно да се тој изјави воље и правној радњи, која је била садржана у тој изјави, да и потребна форма, која је требало да констатује и утврди постојање правног посла, или да послужи као доказ за његово постојање. Стога је после свршене правне радње издавана наредба, да се изјава воље о правној одлуци, и на основу те изјаве стечено право, писмено фиксира и утврди - да се, дакле, изради и напише повеља о томе.
Наредба за повељу издавана је или по дужности, или на молбу странке, у чију је корист учињена правна радњa, а повељу је по правилу издавао онај, ко је имао право да врши правну радњу, која ће у повељи бити констатована и потврђена. Он је повељу и потписивао или на неки други начин оверавао.
Према томе, после правне одлуке и свршеног правног посла први стадијум у постојању једне повеље била је наредба, да се повеља састави и напише. Та наредба се у повељама често спомиње.

## Састављање повеља
Пошто је свршена правна радња и издата наредба да се о њој напише званичан акт, приступали су они, којима је то било наређено или поверено, састављању повеље. При том послу састављачи повеља служили су се разним помоћним средствима и различитим материјалима, који су им олакшавали састављање повеље, и са формалне стране, а и што се тиче садржине.
Повеље су, у формалном смислу, састављане углавном свуда, па и код нас:
1. По формуларима, обрасцима, у којима су се налазили сви општи и формални делови, цео протокол и есхатокол, који су требали да уђу у једну повељу.
2. По старијим готовим повељама, или по преписима и копијама старијих повеља. Повеље су преписиване или целе, или је из њих извучено оно што треба да уђе у нову повељу.
3. По концептима, који су слати или давани онима, који треба да саставе или да израде повељу.
4. По диктату (заповести).
5. Напамет, без помоћних средстава.

У погледу садржине, састављачи и писци повеља служили су се разним белешкама, које су за то рађене или добијане.

### Састављање по формуларима
Канцеларије, у којима су у средњем веку писане повеље, имале су посебне формуларе, обично исписане у књигама, по којима су састављане повеље. За различите врсте повеља постојали су посебни формулари.
Ha западу има доста очуваних књига са формуларима. Код нас се среће нешто сачуваних, таквих материјала, али већински су то преписи из каснијих времена. Међутим нема сумње да су и наше канцеларије у средњем веку имале готове формуларе, по којима су по правилу састављане повеље. То се види већ и по томе, што се у неким повељама поједини елементи стереотипно понављају, и то често у повељама, које су изашле из различитих канцеларија. Сем тога, у неким повељама могу се чак констатовати и трагови формулара, који су се случајно или непажњом задржали у повељама. Таквих трагова формулара има у повељама скоро свих српских канцеларија. По тим траговима формулара могу се, бар донекле, реконструисати, сасвим или делимично, понеки формулари, који су употребљавани у српским канцеларијама у средњем веку.
Формулари, који су били у употреби у нашим канцеларијама средњег века, нису наравно оригиналан производ наших канцеларија, него су то преводи латинских и грчких формулара, који су у то доба употребљавани у западним европским државама и у Византији. Преводи латинских формулара били су у употреби у дубровачким и у босанским, а преводи грчких формулара у рашким канцеларијама; у хумским и зетским канцеларијама били су у употреби и западни и византијски формулари.
У погледу употребе формулара вршене су у нашим канцеларијама средњег века доста честе, веће или мање, промене. У појединим канцеларијама често су напуштани формулари, који су били у употреби, а узимани су други, нови формулари, или су при састављању повеља узимани из једног формулара поједини елементи, а из других формулара други. Понекад су у једној канцеларији исти дан и од истог писара, писане две повеље, једна по једном, а друга по другом формулару. Сем тога, може се констатовати, да су поједине повеље писане без директног ослонца на формуларе, него је писар знао поједине делове из формулара напамет, па их је исписивао, наравно више или мање веродостојно, по сећању. Напослетку има неколико повеља, које су састављене и писане сасвим напамет и произвољно, без везе са формуларима и без икаквог ослонца на њих. Понеки од наших састављача и писаца повеља држали су се строго или слепо формулара, које су имали пред собом и по којима су састављали своје повеље. Али се многи од њих у већини случајева нису сасвим и дословно и слепо држали својих узора, него су у детаљима много одступали од њих, те су у употреби појединих дипломатичких елемената поступали самостално и самовољно.
Има случајева, да је за једну важну повељу употребљен формулар, који је био одређен за мање значајне акте, и случајева, да је за један сасвим безначајан акт употребљен формулар, намењен за важне и свечане повеље, затим, да су црквене повеље састављане по формуларима за световне, а световне по формуларима за црквене повеље. Састављачи и писци повеља, уносили су, понекад, држећи се слепо формулара или повеља из којих су преписивали, разне бесмислице и нелогичности у повеље и акте, грешили су у стилу итд. Стога промене и разлике у тексту наших повеља не морају увек имати значаја, нити оне увек указују на употребу разних формулара. Те промене и разлике често су случајне и произвољне; оне могу бити резултат разних спољних утицаја и случајева, и настале под утицајем читања и памћења разних повеља или формулара.
Проучавање употребе формулара код нас и њихове историје отежано је због оскудице у материјалу. Наших повеља и писама из средњег века има сачувано свега нешто преко 1200. То је врло мало материјала да би се, макар и приближно, сва питања из области српске дипломатике средњег века могла утврдити и решити. Посебно би за решење питања о врстама формула, о њиховој употреби у разним канцеларијама и о њиховом утицају, требало имати нeбројано више материјала, него што је овај којим ми располажемо. Због веома малог броја очуваних повеља и посебно због тога, што су сачуване повеље углавном по садржини једностране и из уских области (махом манастирске повеље, трговачке повластице и уговори, писма и признанице; властеоских повеља, којих је морало бити највише, сачуван је врло мали број), испитивање из области српске дипломатике средњег века, посебно у погледу формулара, знатно је отежано. Факти, којима ми у том погледу располажемо, већином су сасвим случајни, те су и резултати, који се на основу овако несигурних елемената добијају, често несигурни и хипотетички. 

### Састављање по старијим повељама
При састављању повеља употребљаване су често као материјал, сем формулара, и старије повеље. Старије повеље су се, као материјал за састављање нових повеља употребљавале посебно у случајевима, када је новом повељом требало потврдити садржину старе повеље. Тако је готово редовно поступано, посебно у случајевима када је требало потврдити повељу са одредбама опште природе у њој, нпр. повељу о трговини о повластицама, или повељу, у којој су наведене повластице неком манастиру, које су тешко и нерадо мењане. Али има случајева, да су повеље и са подробним одредбама послужиле као подлога при састављању нове повеље са истим, сличним, а понекад и са сасвим другим, одредбама.
У нашим повељама врло често се спомиње да су ради потврде, као доказ о оправданости свог захтева или молбе, они који су тражили да им се изда повеља, доносили старе повеље, ономе од кога се тражила нова повеља. Исто тако често у повељи онај, који издаје нову повељу, прича, како је видео или како је прочитао стару повељу, па да на основу тога потврђује оно што је у њима или у њој одређено. Из тих напомена се не види, да ли су се и колико су се тачно састављачи нове повеље, издате на основу старе повеље, њом служили. Те бечешке, међутим, у већини случајева могу послужити само за расправљање о вредности писаних доказа и о правној вредности писаних докумената код нас у средњем веку.
Велика основна повеља, коју је цар Душан издао Дубровчанима 20. септембра 1349. године, у којој су изнете све повластице дате Дубровнику и дубровачким трговцима у Србији, и којом су углавном уређени сви њихови међусобни односи, послужила је као основа повељи цара Уроша из 25. априла 1357. године, повељи кнеза Лазара из 9. јануара 1387. године, повељи деспота Стефана Лазаревића из 2. децембра 1405. године и повељама деспота Ђурађа Бранковића из 13. децембра 1428. године и из 17. септембра 1445. године.
И црквене повеље су често састављане по старијим повељама; оне су чак, понекад, за нову потврду просто преписиване. Тако је нпр. повеља Стефана Дечанског манастиру Св. Петра и Павла из 1324-1325. године чини се углавном препис Милутинове повеље истом манастиру из 1318-1321. год. Повеља књегиње Милице и њених синова манастиру Пантелејмону из 1395. године израђена је по једној повељи кнеза Лазара истом манастиру из 1381. године.
Често су уместо оригинаних аката слати само преписи (копије) по којима  је онда требало саставити нову повељу.

### Састављање по добијеном концепту
Повеље и разни други акти састављани су у средњем веку свуда, па и код нас, и по концептима. Повеље су код нас састављане по концептима без сумње веома често, у сваком случају знатно чешће, него што се о томе сачувало помена и трагова у сачуваним изворима.
За 15. век има више сигурнијих података о употреби концепата при састављању повеља.
У новембру 1409. године Дубровчани су послали свом посланику код босанског краља Остоје, познатом канцелару Руску Христофоровићу, концепт повеље, какву су желели да добију од краља.
Посланику деспота Стефана Лазаревића послат је 4. августа 1421. године из Дубровника концепт за један акт, који је требало да изда деспот Стефан. У септембру 1430. године Дубровчани су својим посланицама на Порти послали концепт повеље, какву су желели добити од султана.
За једну босанску повељу, састављену 1367. године, проф. Владимир Ћоровић са разлогом пише:
| „ | Биће да је то само концепт јер у њој има исправака и неисписаних места, а што је најважније: она је без печата | ” |

Од једне Душанове повеље, издате манастиру Хиландару 17. маја 1355. постоје два сачувана примерка. Оба примерка су писана на пергаменту. Професор Александар Соловјев са разлогом сматра, да је један од та два примерка концепт.

### Састављање по диктату (заповести)
Нема сумње, да су и код нас у средњем веку понекад повеље састављане и по диктату, било онога, ко је издавао повељу, било онога, коме је издата наредба да повељу састави. Несумњивих података о састављању повеља на тај начин има у нашим изворима мало, али се са разлогом може претпоставити, да су на тај начин код нас повеље састављане ипак чешће, него што се то може констатовати.
У акту, којим кнез Стефан Драгишић, 20. априла 1437. године признаје, да је уредно примио од Дубровчана свој део поклада покојног Сандаља Храњића, стоји:
| „ | А уписа Прибисав дијак по речи кнеза Стефана Драгишића | ” |

Када је, у јулу следеће године, и Стефанов брат Радосав примио свој део поклада, и његов је дијак напоменуо у признаници:
| „ | А уписа Вукман Југовић по ријечи више реченога кнеза Радосава | ” |

### Прегледање и одобравање текста
Кад је повеља састављена, требало је да неко прегледа текст и одобри да се она може преписати. Ко је то вршио и на који начин у српским канцеларијама, о томе, сем за Дубровник, нема скоро никаквих података. За Дубровник има доста података о процедури за утврђивање текста и одобравање садржине повеља. У Дубровнику је наиме обично Мало Beће бирало комисију за  састављање концепта, па је тај концепт подношен Beћу на одобрење. У Већу је онда текст читан, и Beће је правило напомене и измене у тексту и садржини повеље. Први помен у до сада познатим изворима о процедури при састављању повеља у Дубровнику има из 1333. године.
У нашим осталим државама повеље је прегледао и проверавао или сам владалац или неко од поверљивих личности из његове околине. Дешавало се да су поједини владаоци, или поједине династије, били незадовољни садржином повеље, или појединим одредбама у њој, па су одбијали да приме повељу како им је она предложена.

## Називи повеља
У нашим канцеларијама средњег века употребљавано је много различитих назива за повеље. Ти називи за повеље употребљавани су код нас углавном без реда, a понекад и без смисла. Поред више савремених домаћих назива за дипломатичке исправе (писмо, писаније, лист, књига, запис) грчког порекла је хрисовуља, златопечатно слово као и царска наредба.
Најстарији и први назив за један документ у босанским канцеларијама је књига. Књигом се назива позната повеља бана Кулина из 29. августа 1189. године.
Од времена краља Стефана Дечанског рашке повеље се називају хрисовуљ и слово. Посебно често су ти називи употребљавани у рашким повељама за време владе цара Душана и цара Уроша. Позната Душанова повеља Дубровчанима из 20. септембра 1349. године названа је „златнопечатни хрисовуљ“.
Зетске повеље се називају: писаније, записаније, књига и повеља.

## Писање повеља
Када је концепт повеље био прегледан и одобрен, приступало се писању повеље.
Повеље српских владара су писане на српскословенском језику, тачније на словенском језику српске редакције, а у XIV веку су српски владари издавали повеље писане и на грчком језику. Повеље су писане на папиру или папирусу, материјалу подложном брзом пропадању, што је један од разлога што је сачуван мали број повеља.

### Материјал
О материјалу, на коме су, и о прибору са којим су писане наше повеље у средњем веку, има у нашим изворима мало података, и то већином из Дубровника. Најстарији помен о хартији у дубровачким изворима је из 1280. године.
У изворима, писаним на српском језику, помиње се хартија у 13. веку. Хартију помињу Теодосије у похвали Св. Сави, Константин филозоф у биографији деспота Стефана Лазаревића (1431), као и Доментијан.
У средњем веку се код нас и пергамент називао хартијом. У једном јеванђељу, бугарске рецензије писаном у 13. веку на пергаменту, писац је, љут што је пергамент лош, узвикнуо: „Прокљата хартија!“ У рукопису, писаном на пергаменту почетком 14. века, налазе се ове белешке: „Попива хартија чрнило“, и: „Исухоше хартије од ветра, тере се зле пишу“.
Неке повеље биле су исписане, целе или делимично, на зиду цркве или манастира. На зиду су исписане целе повеље манастира Жиче и Грачанице. Један део повеље Леснову Јована Оливера, великог војводе, урезан је у камену у манастиру.

### Прибор
О прибору за писање има у нашим изворима врло мало података. Спомињу се црно, црвено и зелено мастило, перо и писање златом.

### Место
О месту где су у средњем веку наше повеље писане, има доста бележака у самим повељама.
У Дубровнику до краја 14. века по правилу није назначивано место, у ком је повеља писана, а од тада су дубровачки писари бележили, да је акт писан у изабраној палати и већници града Дубровника. До 1398. године српске повеље и писма су у Дубровнику писана, без сумње, у просторијама латинске канцеларије, а те године је добијен посебан објекат за српску канцеларију, те су од тада ту писана српска писма и повеље.
У босанским повељама од 14. века често се помиње место, где је повеља писана. За неке се повеље помиње, да су писане под градом, на двору, у месту пребивалишта, код епископа, у „славној“ војсци и тсл.
У хумским повељама се место, где су оне писане, почело назначивати тек од краја 14. века. У повељама хумске властеле бележено је да су писане, сем разних места и градова, на планини и под градом.
Неке босанске и хумске повеље су писане у Дубровнику.
У рашким  повељама се, раније него у повељама других српских области, почело бележити место где је повеља писана или издата. Обично је назначивано место или град где је повеља писана, а често је бележено  да је она писана под градом, или је назначивана област или крај, у коме је, или река, на којој је писана повеља.
У зетским повељама од почетка је бележено место, у коме су оне писане или издате. Изрично се спомиње за поједине зетске повеље, да су писане под, више, ниже или близу неког места, као и у двору.
Дубровачке повеље писане су, као што се у њима изрично каже, у канцеларији која је била у кнежевој палати.

### Писари
Писари, који су писали повеље, помињу се у дубровачким повељама, тек од 14. века, први пут 1332. године. Њихова функција означавана је тиме, што се бележило, да су они повељу преписали, написали, писали, а касније, од краја 14. века, да су је уписали. Понекад су Дубровачки писари изрично истицали да су тачно преписали повељу и да у тексту повеље нису ништа додавали ни изостављали.
У босанским повељама од самог почетка се спомиње писар, који је писао повељу. И босански писари су понекад истицали тачност свог рада.
У хумским повељама помињу се писари, који су писали повеље, а од краја 14. века њихова функција се назначава глаголом писати, уписати, ређе потписати или отписати. На признаницама за поклад хумских династија често се истиче да су писане својеручно.
У рашким повељама се писари почињу спомињати касније, тек од почетка 14. века. Израза за функцију писара у рашким повељама има више, него у повељама других српских канцеларија у средњем веку и ти изрази делимично су објашљени, то су изрази: писа, рече, рече писати, преручи, преручи писати, записа, уписа, наручи; неки од ових израза без сумље значе да су неке повеље писане по заповести. О самом писању рашких повеља нема никаквих података.
У зетским повељама писари се спомињу од самог почетка готово редовно.
У нашим различитим канцеларијама средњег века повеље су писане понекад и од стране појединаца.
Често су у нашим канцеларијама средњег века прављене копије појединих повеља. Те копије су прављене у разне сврхе. Повеље су, посебно манастирске, понекад преписиване или поново писане и због тога што су првобитне биле изгубљене или неисправне.

## Садржина повеља
Повеље су имале строго утврђену форму. По правилу су имале: увод или протокол, текст и закључак или есхатокол. Сваки од тих делова се делио на мање целине. Увод се, примера ради, састојао од аренге (увода којим се изражава општа мотивација за настанак правног чина), инвокације – призивања Божјег имена („у име Оца и Сина и Светога Духа”), и интитулације – имена владара који издаје повељу („Стефан Урош, у име Христа Бога владар српских и поморских земаља”).

### Инвокација
Већ су стари народи имали обичај да у разним приликама призивају божије име и да разне послове почињу са поменом божијег имена и у његово име. Такав обичај је постао чешћи када је хришћанство завладало. Употреба призива божијег имена, инвокација, у први мах у употребу код хришћана ушла је спонтано – нису постојале никакве специјалне законске одредбе о томе. Призивање Бога на почетку повеље служило је да потврди и учврсти њену садржину. Инвокација се најчешће налазила на почетку повеље. Постоје две врсте инвокације: инвокација знаком (најчешће крст) и инвокација именом.

### Интитулација
Интитулацијом се назива име и титула оне особе или власти која издаје повељу. У интитулацији није увек било приказано право стање ствари, односно у њој није назначивано само оно што је дотични владалац фактички имао, нити су помињане само земље којима је он заиста владао. Често су у интитулацијама биле назначиване разне аспирације и претензије појединих владара. У интитулацији се често спомињу и умрли преци онога ко издаје повељу – то је чињено да се укаже и истакне извор власти. Осим тога у интитулацији уз владаочево име долазе и разни атрибути. Од њих је у нашим повељама најуобичајенији: „раб божији“.
Интитулацију је у повељама на западу завео, исто као и инвокацију, Карло Велики, после свог крунисања на царство. Исто тако, Карло Велики је увео у интитулацију и девојацију (додатак уз титулу: по милости божијој). Постоје подељена мишљења међу научницима о томе да ли девојација има улогу да истакне само покорност божанству, или она има политички значај, те да се њоме хтело истаћи да је власт добијена натприродним путем, директно од Бога. Претпоставља се да су при увођењу девојације оба фактора играла улогу.

### Инскрипција
Инскрипција именује или поздравља у свечаном облику особу, којој се повеља издаје или акт пише. У инскрипцији се уз име често наводи и титула онога, коме се повеља издаје. У нашим повељама инскрипција је неретко везана за заклетву. Онај ко издаје повељу, упућује заклетву ономе коме издаје повељу, и према томе то упућивање, иако није формално, представља инскрипцију.

### Салутација
Салутација, односно поздрав, у наше средњовековне акте ушла је преко римских писама која су исту преузела из старих грчких писама. Салутација се наводила после имена онога ко шаље писмо и имена онога коме се писмо шаље. На крају писма била је изражена жеља на добро осећање онога коме је писмо упућено.

### Аренга (проемиум)
Аренгом се назива увод у повељу, у коме је, у општим изразима, мотивисана правна одлука која је у повељи изнета. Аренга треба да докаже да је оправдано оно што је у повељи наређено, и да задобије слушаоце или читаоце. Према томе, аренга са правног гледишта нема никакву вредност, она је само украс и има само морални и литерарни значај. Аренга садржи увек само опште баналне фразе и често је без везе са садржином повеље; према томе она нема вредности ни за историју, с тим да наравно може садржати неке значајне историјске податке.
Аренга није битан део повеље без кога она не може постојати – у доста средњовековних формулара она је сасвим изостављена.
Аренге су врло разноврсне по садржини, али ипак у њима има неког правила и неке логике. Постоји разлика између световних и црквених аренги. Тако се у краљевским повељама у аренги обично истичу дужности и права краљевске власти, а у црквеним повељама се говори о томе, како је добро чинити добра дела и помагати цркве.

### Промулгација (нотификација)
Промулгацији је циљ да објави свима, или онима којих се тиче, факте изнете у повељи. Она је увек доста кратка. Промулгација није неопходно потребан саставни део повеље, постоје многе повеље без исте.

### Интервенција (петиција)
Повељу је у средњем веку издавао владалац, и то, или сам својом вољом или на нечију молбу. Помен оне особе или оних особа, на чију је молбу учињено оно што се у повељи наводи, или на чију молбу је издата повеља, назива се интервенција (петиција).
До краја XI века било је правило да се онај ко жели да добије нешто од владаоца, позове на неку утицајну особу, обично на двору, са молбом да му у томе помогне. Онај ко је посредовао, било за поклон или за издавање  повеље, није морао бити присутан при издавању повеље. Занимљиво је да су на западу жене могле посредовати у том правцу и да се, према томе, и оне смомињу у интервенцији.
Интервенције у повељама важне су и за историју, јер се из њих може сазнати ко су били утицајни људи на двору као и односи међу разним особама. Наравно, при испитивању тих односа на основу интервенције треба бити опрезан.
Значај посредовања, које се у интервенцији помиње, стално је растао у средњем веку. Напослетку је молба, која се стално понављала, постала временом право, и по томе у даљем развитку правних односа и дипломатике, од стране особа које интервенишу и „моле“, настају сведоци.

### Експозиција (нарација)
Између протокола, у коме су уводне, и eсхатокола, у коме су завршне формуле у повељи, стојe, у средини повеље, eкспозиција и диспозиција. Та два дела повеље су њена права садржина. Експозиција је објављивање промулгације или је консеквенција аренге. У експозицији се прича оно што је претходило издавању повеље, прилике, које су утицале на њено издавање, или су је директно изазвале. Аренга је општа, експозиција је специјална мотивација.
Експозиција садржи индикацију мотива, који су издавача навели на одлуку, да изда правне одредбе наведене у повељи, затим прилике под којима је настала та одлука, манифестована одмах затим у диспозицији. Иако је по правилу важно оно што се y експозицији наводи, ипак су повеље често без експозиције.
Експозиција може бити по обиму врло неједнака: некада је врло кратка, а понекад веома дуга.
Mада у стилизацији, у мотивацији и у садржини експозиције влада врло велика разноврсност, ипак и експозиције могу бити састављене по неком шаблону. У даровницама, износи се у експозицији молба обдареног и образложење; у потврдама се наводе старе повеље; у пресудама се наводи историја спора и процедура при решавању итд.
Експозиција је увек врло важна, посебно за историју.
Када је у нову повељу унета цела стара повеља, онда је она обично стављена у експозицију.

### Диспозиција
Диспозиција је правна садржина сваке повеље - у њој је изражена воља аутора повеље. Диспозиција садржи правне одредбе, које се износе и утврђују вољом издавача повеље. Експозиција и диспозиција су језгро односно душа целе повеље.
У добро редигованим повељама диспозиција је јасна и прецизна; у њој се обично врло детаљно набрајају сва дарована имања и права, као и услови под којима је дар учињен. Понеки научници издвајају из диспозиције део, у коме се наводе поседи, као засебан део повеље - тај део назива се пертиненција; иако би издвајање пертиненције било сувише велико цепкање, које се не би могло са довољно разлога бранити.
Обим диспозиције може бити врло разнолик; диспозиција може бити, према приликама и потребама, и врло кратка и веома дуга.
Експозиција и диспозиција су често изражене у једној реченици, везаној копулом, или се диспозиција јавља као последица и резултат онога, што је у експозицији речено, те је везана са: „Стога...“
Иначе је једна од најкарактеристичнијих стилских особина диспозиције, да је у њој често нагомилано много глагола, и у садашњости и у прошлости као што су: записати, утврдити, примити обећати, даровати, милост, веру и душу дати, дати реч и веру, учинити милост, имати хтење писати и повелевати...
Ниједан део повеље није тако богат садржином као диспозиција и због тога, као што је природно, ни у једном делу повеље нема толико посла историјска критика, посебно за правну историју, као у диспозицији.
По правилу је диспозиција у повељи изнета у једном, непрекидном низу. Само понекад и изузетно она је, ређе цела, а чешће поједини њени ставови, изнета и на крају или у додатку. То је бивало наравно онда када је нека одредба случајно пропуштена у самој повељи, или кад је нешто решено тек кад је повеља већ била написана.

### Санкција
Велики број повеља завршава се диспозицијом, али у многим после диспозиције долазе још неке формуле, којима је циљ да осигурају извршење правне одредбе или правних одредаба изнетих у повељи, да спрече њихово умањивање, да сачувају у целости права онима којима су дата, да утврде извршење формалности и начине којима се утврђује вредност повеље. Једна од најважнијих формула са тим задатком је санкција. Санкција утврђује диспозицију.
У санкцији се обично наређује да сви послушају оно што је у повељи одређено, а забрањује се, обично уз претњу, да се чини противно оном што је наређено. У санкцији се понекад чине извесна ограничења. Такође, у санкцији се затим спомиње лична обавеза за извршење онога што је у повељи наређено. На крају санкције се може налазити молба да се изврше одредбе у повељи или страшне претње и казне ономе, ко не послуша и не изврши оно што је у повељи наведено и наређено.
Санкција је ушла у формуларе повеља под утицајем цркве.
Санкција се састоји из три дела:
- Заклетве, онога који издаје повељу да ће извршити оно што је у повељи наређено,
- Молбе, да и други то врши и,
- Претње, онима који то не буду хтели чинити.

Заклетва и заклињање врло су старог порекла. Заклетва се вршила у цркви на олтару или пред црквом и то додиром мача, дизањем руке ка сунцу или истоку или окретањем руке ка земљи, а заклињало се често додиром јеванђеља, крста и разних реликвија. Заклетва која је чињена при издавању повеља, уношена је у текст повеље, и она је врло важан део санкције.
Такође, важан део санксције је и молба онога који повељу издаје да нико не уради ништа против онога што је у повељи одређено.
Најважнији део санкције је трећи део у ком је претња ономе ко не испуни оно што је у повељи наређено. Та претња је двојака. Издавач повеље прети ономе ко уради ма шта против онога што је у повељи речено духовним казнама и материјалним казнама. Некада се ове две казне долазе заједно.
Духовне казне су: анатема, пропаст, пакао, друштво са Јудом и тсл. Заклетва која се спомиње у повељама обављана је у цркви на свечаном скупу, том приликом је истицана и претња духовном казном.
Материјалне казне, којима се у повељама прети онима који не изврше оно што је у повељи наређено, или ураде нешто против тих одредаба, доста су разноврсне. Најчешће се свуда прети новчаном казном. Обично је сума добијена од казне дељена на два једнака дела: један је добијао оштећени, а други краљевска благајна. У санкцији се често спомињала владаочева немилост.

### Короборација
На завршетку текста повеље, после диспозиције и санкције, стављала се короборација. Короборација је формула којом се потврђује и утврђује оно што је у повељи одређено и речено. Она објављује средства која ће повељи дати доказну вредност и гарановати њену аутентичност. У короборацији се често спомиње начин званичне потврде повеље, односно, објављује се печат и потпис, а понекад и писар као и сведоци. Короборација је долазила у свим врстама повеља и у свим временима.

### Апрекација
Апрекација је кратка формула, обично једна реч, стављена готово редовно на крају повеље. Она призива благослов божији на повељу и оно што је у њој одређено. Апрекација одговара инвокацији у почетку, јер се као и она употребљавала по принципу да сваки рад треба и почети и завршити са поменом Бога и призивом божије помоћи. После победе хришћанства, додавани су и употребљивани су у апрекацији хришћански изрази, првенствено Амин.

### Доказна средства

#### Потпис
Од најстаријих времена био је обичај да особа која је узела учешћа при састављању, потврђивању или објављивању једног акта, потврди то својеручно ма каквим знаком на самом акту. Тиме је дотичном акту давана доказна снага и осигуравана му је аутентичност. Начини којима је то постизано мењали су се према времену и земљама. Углавном је то чињено потписом и печатом. Поред  потписа почео се, у једном тренутку, стављати крст, да би тај крст пред потписом временом добио значење инвокације.

#### Сведоци
У повељама средњег века врло се често спомињу сведоци. По мишљењу, које је сада утврђено у науци, употреба и помен сведока у повељи развили су се из рада посредника и помена о њима. Онај ко је нешто молио и тражио од владаоца, обично је, да би његова молба имала успеха, употребио утицај какве виђене особе на двору. Та особа заузела се онда код владаоца, да поднета молба буде испуњена, и та посредовања су се спомињала обично и у самој повељи.
Временом се уместо само посредника спомињу и све особе, које су присуствовале, било правном чину било издавању повеље. Поменом њиховог присуства истакнуто је, да они нису противни ономе што је учињено. На тај начин из помена посредника у повељи средњег века, прешло се, од друге половине XI века, постепено ка навођењу сведока.
Пошто су владалачке повеље већ саме собом биле довољно јемство за оно што је у њима речено, у тим повељама у старије доба по правилу нису навођени сведоци. Ипак, иако ретко, и у владалачким повељама ранијег доба наводе се сведоци. С тим да у таквим случајевима  сведоци  су више ту за украс него као доказно средство у повељи.
У актима, у којима су бележене радње приватно-правне природе, било је, међутим, потребно да се та радња што боље утврди, а по потреби да се и докаже, и то је чињено уз помоћ сведока. У најстаријим приватним актима доказ за правну радњу лежао је управо у сведоцима, а не у самом акту. Али сведоци у приватним повељама у почетку нису доказ сами собом, него они само олакшавају доказивање, а доказ је у њиховом личном исказу.
Број сведока био је различит. Најрадије и најчешће се употребљавало 7 сведока, затим 3, 5 и 6. У актима се готово редовно спомиње, да су сведоци замољени или позвати да сведоче. Од особина се посебно истиче то да су сведоци погодни за сведочење. Њихово учешће означује се обично њиховим својеручним потписом или закрштавањем и додиром повеље.
Веома рано су међутим сведоци престали да узимају личног учешћа у самом акту. Уместо тога постало је уобичајено само набрајање сведока са напоменом: Ово су сведоци. Од почетка ХII века дакле почиње  све више преовладати обичај, да се сви који су били присутни при правној радњи, која се у повељи наводи, спомену као сведоци.
Врло је важно питање, шта сведоци заправо, у случају потребе, треба да посведоче: да ли правну радњу која се у акту наводи или аутентичност самог документа у коме се они наводе. Првобитно требало је да сведоци посведоче правну радњу. Касније, кад су ушли у обичај печати и кад су они постали најјачи доказ за постојање правне радње и за аутентичност саме повеље, сведоци су имали да потврде печаћење и предају акта.
Кад су се и у владалачким повељама почели спомињати сведоци, они су првобитно служили за потврду правне радње. Понекад је њихов помен у повељи значио и њихово посредовање, пристанак, савет и сведочанство уједно. Од сведока правне радње постали су међутим убрзо сведоци за издавање и сведоци за аутентичност повеље. Стога је касније у формуларе унета реченица, којом се објављује помен сведока као срeдства за оверавање повеље.
Има случајева кад се у повељи наводе сведоци, који су у доба издавања повеље већ били мртви. У том случају не може бити сумње да су они наведени као сведоци правне радње. Исти је случај по правилу и онда, кад су поједини сведоци или кад је цела листа сведока накнадно унета у повеље.
У приватним повељама сведоци су понекад наведени за потврду правне радње, али често и за печаћење, те према томе за издавање повеље. Кад издавање повеље није извршено убрзо након правне радње него много касније, сведоци су обично наведени за издавање повеље.
Може се рећи да се у приватним повељама до ХІІ века по правилу наводе сведоци за правну радњу, а у владалачким од XIII века претежу сведоци за издавање повеље.

#### Печат
На почетку своје појаве печат је служио, у старом Риму, за затварање писама и аката.
Печат је у средњем веку првобитно имао задатак да утврди признање особе, која је постављала свој печат на дотични акт, за оно што је у акту речено. Али временом је печат постао важна потреба, услов за оверавање самог акта и неопходно потребан део за потврду његове аутентичности.
У даљем развитку печат је онда постао битни саставни део и самих повеља. Посебно је печат постао важан због тога што је у средњем веку писменост била врло слабо развијена те је печат за потврду аутентичности аката могао много боље послужити од потписа, јер је печат могао употребити и распознати и онај ко није био писмен. Стога је печат у средњем веку убрзо постао и сам, и без потписа, довољан знак и доказ за оригиналност и аутентичност повеља.
Прелаз печата из средства за затварање акта у средство за доказ аутентичности и оригиналности акта, био је доста лак, тим пре што је развитак употребе печата у том смеру помагала и црква чији су представници врло рано почели употребљавати прстен са печатом.
Од средине XII цвека постао је на западу печат прво најважније, па онда ускоро и једино средство за потврду аутентичности и оригиналности докумената. Од тог времена била је дужност свакога ко издаје повељу да стави на њега свој печат. Ако онај ко је требало да постави печат, није имао при себи или уопште није имао свој печат, он је обично молио неког другог да уместо њега постави свој печат.
Због великог значаја често се у самој повељи истицало постојање печата.

#### Датирање
У државама чије су канцеларије утицале на нашу средњовековну дипломатику вршено је датирање повеља углавном на два начина: повеље су датиране или по годинама од Христовог рођења или по старом српском календару тј. по годинама од стварања света (рачунајући по правилу да је стварање света било 5508 година пре Христовог рођења). Први начин је био у употреби у западној Европи, а други у Србији и Византији. Код нас је датирање вршено на оба начина, зависно од утицаја који је извршен на земљу.

## Утврђивање аутентичности повеља
Код нас се у средњем веку ретко дешавало да су се ћириличне повеље и писма фалсификовала. Стога се није ни указивала посебна потреба да се нарочито утврђује њихова аутентичност, али је ипак, у посебним случајевима, обазривост налагала да се предузму неке мере, да би се утврдила аутентичност појединих аката. Због тога се налазило за сходно и потребно, да се у извесним случајевима изрично истакне аутентичност дотичног документа. Посебно је било важно утврдити аутентичност оних докумената, у којима су се налазиле разне обавезе, затим код признаница, тестамената, писама уопште, и нарочито код писама политичке природе.
У том погледу највише, најсавесније и најбоље је рађено у Дубровнику, не само због тога што је наша дубровачка канцеларија била најразвијенија и најбоље уређена, него и због тога што су Дубровчани имали највише разлога да страхују од фалсификовања докумената, јер су им разни фалсификати могли чинити знатну штету и довести их у велику неприлику. Сем тога, Дубровчани су, више него што је то био случај у другим српским областима, имали прилике да виде, како се у западним земљама фалсификују документи и како због тога настају штете и различите неприлике.
Стога су у Дубровнику често предузимане потребне мере, да се утврди аутентичност појединих докумената и да се спречи и онемогући фалсификовање. И у Дубровнику, а и иначе, одређиване су посебне, често врло строге, казне за фалсификовање докумената. Као знаци, по којима је утврђивана аутентичност докумената, спомињу се код нас:
- Печат
- Потпис
- Писар
- Сведоци
- Доносилац акта
- Хирограм
- Пресечен новац

Аутентичност докумената истицала се посебно у короборацији, која је „објављивала средства која ће повеља дати: доказну вредност и гарантовати њену аутентичност“. У короборацији се због тога истицало, у разним варијацијама да је као доказ аутентичности на документ стављан печат, важно је да је потписан, или да се изричито наводе сведоци, који су могли бити сведоци или за правну радњу или за аутентичност документа.
За доказивање аутентичности повеља употребљиван је код нас у средњем веку понекад и хирограм, пресецање исписаних слова између два једнака акта. У том случају је један акт са једним делом пресечених слова добијала једна, а други друга странка. Њихово спајање, ако је било тачно, утврђивало је аутентичност документа. У ћириличним повељама хирограм је ретко употребљиван. Сем тога, употребљиван је код нас у средњем веку, а и касније, пресечен новац као доказ аутентичности докумената.
У дубровачкој канцеларији понекад је изрично наглашавана аутентичност понеког документа. Било је случајева, када је изричито констатовано да известан документ није аутентичан. У Дубровнику се сматрало да је за аутентичност једног документа најважнији печат и да је потребно у акту да је назначен и писар који га је писао.
У босанским и рашким повељама има јако мало података о утврђивању њихове аутентичности.
У хумским повељама нема података о оверавању њихове аутентичности.

## Фалсификовање повеља
У западним државама у средњем веку често су фалсификоване повеље, те је њихову аутентичност понекад тешко утврдити. Питање о утврђивању аутентичности разних докумената дало је непосредно повод за оснивање посебне науке о средњовековним повељама, дипломатике.
Код нас је био мали број повеља, аката и докумената писаних на народном језику, који нису аутентични, а међу њима је правних фалсификата био сасвим незнатан број. Већина наших фалсификованих повеља управо и нису правни фалсификати у целини, него су  оне само интерполисане, тј. у њихов текст је уметнуто понешто, што је фалсификаторима било потребно. Осим тога, често су две аутентичне повеље спојене и преписане у једну.
За неке наше повеље може се констатовати када је извршен фалсификат или интерполисање, док је за неке то тешко утврдити.
Код нас као и на западу, влада врло велика разноврсност мотива, који су давали повода за фалсификовање и интерполацију повеља. У неким случајевима су мотиви, којима су се руководили фалсификатори, сасвим јасни, али има и случајева у којима не може да се види и у којима је тешко утврдити зашто је заправо повеља фалсификована или интерполисана.
Највише је фалсификованих и интерполисаних српских средњовековних повеља у Рашкој, и то црквених повеља, што је уосталом и сасвим природно, јер је црквама и манастирима највише било потребно и код њих се највише испољавала тежња да утврде или прошире своја права. Осим тога у манастирима је било највише људи, који су били у стању да фалсификују повељу.
Сем повеља били су фалсификовани и печати, јер су печати били један од најважнијих елемената за утврђивање аутентичности повеља. У средњем веку за фалсификовање печата биле су одређене врло строге казне.

## Чување и губљење повеља
У почетку се код нас, у свим државама, на повеље и друге акте, није обраћана довољна или икаква пажња, и стога су они лоше чувани или чак нису чувани те су се стално губили, пропадали или су их уништавали. Због тога су настајале разне незгоде и неприлике. Временом се све више увиђао значај писаних аката, и све се више обраћала пажња на то да се она чувају што боље, да се не дозволи и да се спречи њихово пропадање и уништавање.
У том правцу су онда код нас временом предузимане разне мере, чији је циљ био да обезбеде чување повеља и аката. И у том погледу први се истакао код нас Дубровник, услед вишег степена културе. У Дубровнику су најпре предузете мере за систематско и планско чување аката, ту су прво издаване наредбе и доношени различити закључци и закони у том правцу. У Дубровнику је прво основан и државни архив, где су чувани државни и приватни акти.
Временом су и у Босни, у Хуму, у Рашкој и Зети, наши владаоци све више почели да увиђају значај писаних докумената као доказног средства, те су се и они све више бринули и предузимали су мере да би чували своје и државне документе. На владаоце су се временом угледале поједине династије и великаши, који су наравно имали посебног личног интереса да чувају своје акте и документе.
Због тога су касније српски владаоци и српски великаши, увиђајући значај аката и утврђења њихове аутентичности и тачности њихове садржине, тражили да се поједини документи копирају или да се у Дубровнику региструју.
У Дубровнику се још у XII веку државни акти, изгледа, нису добро чували. У то доба, а и касније, у Дубровнику су акти насилно уништавани. У Дубровнику је у другој половини XIII века, међутим, настао архив, где су чувани акти и документи. Први помен о дубровачком архиву је, претпоставља се, из 1278.  године. Дуго времена су дубровачки канцелари и нотари држали акте, или бар њихове преписе код себе. Пошто је то било веома незгодно и опасно, наређивано је да се ти документи добро чувају. И млетачка власт се у то доба бринула за то да се акти и документи у Дубровнику добро чувају.  Дубровачки канцелари су добијали државне акте на чување, а имали су, мисли се, стан у кући, у којој је била смештена архива. Пошто се на дворовима српских владара и властеле још ни крајем 14. века акти и документи свакако нису брижљиво чували, опомињали су их Дубровчани да обрате на то посебну пажњу. Дубровчани нису своје акте чували само у Дубровнику: имали су и у Сребреници архиву, чували су акте и у Сремској Митровици.
У Дубровнику је врло рано изграђен први и најстарији наш зборник повеља. Српски писар у Дубровнику, Никола Звездић, који је ту дужност вршио од 28. септембра 1430. до 1455. године, почео је уписивати у једну књигу све српске повеље почев од 1286. године. Звездић није уписивао повеље хрнолошки него без реда, неке је чак преписивао и два пута. При преписивању повеља Звездић је био немарљив и непажљив, често није разумео текст те је писао бесмислице. Ипак су савремене повеље преписане боље него старије. Звездићев зборник је писан на пергаменту и има 118 листова. Књига је доста страдала од влаге.
У Босни се повеље и акти, такође, нису довољно пажљиво чували. Има помена да су она у то доба држана на двору, и то је свакако био први заметак државног архива. Чини се да су доста рано и поједини великаши и државни чиновници у Босни чували код своје куће личне документе. Почетком XV века изгледа да су босански државни акти остављани и чувани, бар привремено, код представника босанске цркве.
Хумска властела је доста рано почела обраћати пажњу на своје повељеи почела их је чувати. У изворима има података, по којима се види да су хумски великаши и династије своје акте и документе чували у нарочитим кутијама и ковчезима. Они су те ковчеге с повељама, кад су Турци почели надирати, често слали у Дубровник на чување. Свакако има и података по којима се види да повеље ни у Хуму нису чуване на адекватан начин.
И за Рашку има података по којима се види, да се повеље нису добро чувале и да су се губиле и пропадале, чак и у манастрима. Повеље су, међутим, неретко пропадале и у ратовима, а временом и саме од себе, као и на разне друге начине. И за рашке повеље има података који говоре о томе да је понекад обраћана пажња на њихово чување и на двору. Рашки великаши и династије опомињани су од стране Дубровчана да чувају акте и документа; Дубровчани су неретко осећали бојазан да се акта и документи у Рашкој не изгубе. И у Рашкој је властела чувала своје акте и документе и носила их са собом. У Рашкој је било и страних архива (Дубровачки архив у Сребреници).
У далматинским градовима градске власти су рано почеле чувати повеље, и због тога су тамо веома рано оснивани архиви. Свакако је и у Котору доста рано био основан градски архив, али има података по којима се види да се у Котору документи и записници већа дуго нису добро чували. Има помена да су се и у Бару у XII веку чували стари акти и документа.
У разним нашим изворима писаним на народном језику, и специјално у нашим повељама у средњем веку, често се спомињу разни акти и повеље и на српском и на страним језицима, од којих су неке сачуване, док је већина изгубљена.
Након обнове српске државе од краја 19. века око 2000 средњевековних српских повеља чувано је у Народној библиотеци Србије у Београду. Након бомбардовања Београда у априлском рату 1941. године уништен је највећи број ових повеља.

## Хрисовуље
Хрисовуља је врста владарских повеља у средњовековној Србији која је настала непосредним угледањем на хрисовуље, најсвечанији облик докумената потеклих из канцеларије царева Ромеја. Свечани карактер ових повеља, којима су цареви даривали своје поданике, цркве и манастире, али и стране владаре, условио је низ њихових посебних обележја.
Хрисовуље су по правилу писане на пергаменту издуженог формата, а у тексту су остављана три празна места за посебну реч, коју је у одређеним падежима (акузатив, генитив и номинатив) можда уписивао сам цар црвеним мастилом. На крају текста стајао је пун датум са ознаком месеца, индикта и године по византијском рачунању времена. Иза датума стајала је формула „на чему је наша благочастива и Богом чувана влада потписана“. Хрисовуљу потписује цар црвеним мастилом, а уз документ је златним концем био је везан царски печат.
Питање хрисовуља потеклих из канцеларија српских средњовековних владара, као и њихових уобичајених спољних обележја, мора се посматрати зависно од језика којим су писане. Наши владари издавали су српски писане хрисовуље и пре прогласа царства у Србији (априла 1346), иако је према правилима суседне Византије издавање повеља оверених златним печатом припадало искључиво цару. Та појава се може објаснити жељом српских краљева да, превасходно у византијској утицајној сфери, истакну свој углед и положај независног владара.
Прве српски писане хрисовуље, односно повеље оверене златним печатом, сачуване су из канцеларије краља Милутина (1282-1321), што се наставља и за време Стефана Дечанског (1322-1331). Из канцеларије краља и цара Стефана Душана (1331-1355) сачуван је знатан број повеља које се називају хрисовуља, златопечатно слово, па чак и златопечатна хрисовуља, што је очигледно чист плеоназам. У тексту Душановог законика хрисовуље су уз простагме наведене као основна врста докумената царске канцеларије. Те свечане хрисовуље краљ и цар Стефан Душан додељивао је Хиландару и другим манастирима, али и Дубровачкој републици. Из времена владе цара Уроша (1355-1371) сачувано је више српских писаних повеља које се називају златопечатно слово, што сведочи о извесном уједначавању назива најсвечанијих докумената српске царске канцеларије. Те повеље су дароване манастирима и црквама, али и Дубровачкој републици. У деценијама после смрти цара Уроша (децембра 1371) и нестанка царства у Србији, хрисовуље су ретко заступљене међу повељама појединих обласних господара. Једна повеља краља Вукашина из јануара 1366. године названа је златопечатно слово. Кнегиња Милица је са синовима Стефаном и Вуком 1395. године издала повељу која се зове златопечатни хрисовуљ, а деспот Стефан Лазаревић оставио је неке повеље са називом хрисовуља.
Нажалост, стање у коме су сачуване српски писане повеље наших владара онемогућују процену да ли њихове хрисовуље - повеље оверене златним печатом, по својим карактеристикама одговарају византијским узорима. Може се разабрати да су им сличне по свечаном облику, називу, владаревом потпису и евентуално сачуваном златном печату.
У судовима о хрисовуљама српских средњовековних владара посебан значај имају њихове повеље писане грчким језиком. Још је краљ Стефан Душан издавао грчки писане хрисовуље (1344, 1345) које по неким одликама одговарају златопечатним повељама царева Ромеја.
Међутим, из времена после прогласа царства у Србији сачуван је већи број грчки писаних хрисовуља цара Стефана Душана које по својим дипломатским одликама сасвим одговарају узорима из византијске царске канцеларије. Највећим делом сачуване су грчке хрисовуље цара Стефана Душана које су дароване манастирима на Светој гори. Грчки писане хрисовуље издавао је и Душанов полубрат Симеон (Синиша) Палеолог који је владао Тесалијом (1359-1370?); сачувана је и грчки писана хрисовуља деспота Јована Угљеше дарована априла 1371. године светогорском манастиру Ватопеду, чије издавање треба гледати из угла жеље господара тзв. Серске државе да истакне своју политичку самосталност.

## Простагме
Простагма (дословно значи наредба) је врста византијских царских повеља која се по садржају и спољним знацима разликује од свечанијих даровних аката - хрисовуља. По садржају то су најчешће краће административне наредбе упућене царском чиновнику или поверљивом лицу. Обично су писане на хартији проширеног формата, немају царевог потписа и печата, а на крају текста налази се црвеним мастилом писан царев менологем, односно месец и индикт издавања документа.
Простагме писане грчким језиком издавао је још краљ Стефан Душан, и то после великих успеха у походима против Византије. Из времена септембар - децембар 1345. сачуване су три његове простагме које се донекле разликују од византијских узора. Из царске канцеларије Стефана Душана (после крунисања 16. априла 1346) сачуване су четири грчки писане простагме које по свом формулару потпуно одговарају византијским узорима. У тексту Душановог законика простагме су уз хрисовуље наведене као основна врста докумената царске канцеларије.
Припадници династије Немањића, који су после смрти цара Стефана Душана владали у Тесалији (1359-1373), такође су издавали грчки писане простагме: Симеон (Синиша) Палеолог (маја 1362) и његов син цар Јован Урош (новембра 1372).

## Најзначајније повеље
Постоје разне врсте повеља. Нарочито значајне повеље имале су златни (позлаћени) печат и називале су се хрисовуље. Према адресату, субјекту којем су упућене, повеље могу бити манастирске, влaстеоске и градске. Највише је сачувано манастирских повеља, укупно њих 165. Манастири су имали повољније услове за чување повеља, а оне су им служиле као доказ о правима и привилегијама које су им додељене.
Повеља бана Кулина написана је 29. августа 1189. године. Представља и најстарији сачувани дипломатски документ писан на народном српском језику из Босне, и гдје је први пут поменуто словенско име града Дубровника.
Хиландарска повеља Стефана Немање из 1198. или 1199. године је најстарија сачувана повеља, којом је Стефан Немања засновао и обдарио Хиландар, једини српски манастир на Светој гори (на Атосу, у данашњој Грчкој). То је ктиторска (оснивачка) повеља Хиландару који ће постати највећи и најугледнији српски манастир. У уводу повеље Стефан Немања излаже своје погледе на карактер владалачке власти и схватање о хијерархији владалаца. Повеља садржи и основне елементе правног положаја зависних сељака, везаност за земљу, као и податке о уређењу влашких (сточарских) заједница.
Жичку повељу је издао Стефан Првовенчани 1220. године манастиру Жичи, који је постао седиште новоосноване српске архиепископије. У повељи има доста прописа о судској надлежности цркве, нарочито у области брачног права. У њој је формулисан и темељни принцип феудалног права – правна неједнакост.
За време владавине краља Владислава (1234–1243) издата је хрисовуља манастиру св. Богородице на Бистрици у Полимљу. То је најстарија повеља у којој се утврђују обавезе зависног становништва.
Међу најопширније владалачке повеље спадају три повеље краља Милутина: Скопска, Бањска и Грачаничка.
Скопска повеља издата је 1299/1300. године манастиру св. Ђорђа на Серави код Скопља. Као једна од најопширнијих повеља српског средњег века, она садржи исцрпно набрајање манастирских права и повластица, од економских до судских и управних, тако да је из ње видљиво у чему су се састојала имунитетна права властеле. Њом је краљ Милутин потврдио даровања претходних византијских и бугарских владара манастиру св. Ђорђа, чиме се документује продирање византијских института у српски правни систем.
Повеља манастиру св. Стефана у Бањској, која се по томе зове и Светостефанска или Бањска издата је 1313-1318. године. Краљ Милутин је овом повељом обдарио своју задужбину. Она је позната по томе што садржи два обимна додатка: Закон људем црковним, који се односи на зависне земљораднике, и Закон Влахом, о зависним сточарима, што пружа драгоцене податке о правном положају ових категорија становништва.
Повељу манастиру Грачаници издао је краљ Милутин 1321. године и уклесана је на унутрашњем зиду цркве (што је реткост). Грачаничка повеља садржи одредбе о правном положају земљорадника у одељку под насловом Закон стари Србљем, прописе о неким кривичним делима и о судској надлежности.
Најобимније повеље су две хрисовуље издате манастиру Дечани.
Прву Дечанску хрисовуљу издао је краљ Стефан Дечански 1330. године, а другу, која је представљала потврду права садржаних у претходној, његов син краљ Душан 1336. Године. Дечанске хрисовуље садрже потпун попис свих мушких глава у сеоским породицама на властелинству манастира Дечани. Пописано је 2432 куће у 40 села и 9 катуна. Дечанске хрисовуље садрже демографске податке, веома ретке у средњовековним споменицима, што омогућује да се реконструише слика структуре становништва у пространој области која је припадала манастиру Дечани.
Арханђеловском или Призренском повељом (1348-1353) обдарио је цар Душан своју задужбину - манастир Светих арханђела Михајла и Гаврила код Призрена. Та царска повеља је садржала прописе о обавезама Влаха-сточара („Закон Влахом”) и обавезама земљорадника („Закон Србљем”). У овој повељи је видљива тежња за уједначавањем обавеза потчињеног (себарског) сталежа.
Од властелинских, сачувано је само десетак повеља издатих властели у XIV и XV веку. Разлог за тако мали број сачуваних повеља је, осим материјала на коме су писане, чињеница да су властелини, у највећем броју, нестали са Османском инвазијом и пропашћу средњовековне српске државе. У њима владаоци, краљ Милутин, цар Стефан Душан, цар Урош и деспот Ђурађ Бранковић потврђују баштинска права различитој властели, од крупне властеле и рођака царске породице до дворана и властеличића.
Од градских повеља је сачувана само једна, и то у латинском преводу, којом је краљ Душан 1343. године потврдио права и повластице албанском граду Кроји. Стицајем необичних околности та повеља се чува у архиву у Барселони.

## Значај повеља
За реконструкцију доба развијеног феудализма у српским земљама средњег века, повеље су најпоузданији и најзначајнији извор.

### Сврха
Повељама су се утврђивала одређена права, углавном повластице, као што су: својинска права, повлашћени однос према држави и њеним органима, права према сељацима и тсл. Повељом је владар издавао заповести о правном уређењу односа на великим земљишним поседима, односно властелинствима - дакле, њима је био уређен однос између властелина и њима потчињених насељеника.
Повлашћени субјекти су добијали право својине на земљу, посебна права према насељеницима те земље (сељацима-кметовима) и тзв. имунитете, односно ослобађање од обавеза према држави и ослобађање од државног надзора.
Повеље често садрже и прописе који су се односили на шири круг субјеката – поједине категорије становништва на властелинству којем је повеља издавана. Тада су те одредбе формулисане у посебним одељцима. С обзиром на величину поседа које су у Србији имали неки манастири, прописи који су садржани у повељама имали су карактер општијег правног прописа. Отуда су повеље пружале и највише грађе о српском праву пре доношења Душановог законика, до чијег доношења су биле најважнији извор права у Србији.
Разноврсна је садржина повеља, посебно владарских даровница манастирима. Изучавање привреде, развитка друштва и државних установа тешко је замислити без повеља. Из манастирских даровница сазнајемо о организацији црквеног властелинства, начину привређивања, пољопривредним културама, обради земљишта, ратарским производима. Даровнице најпознатијих задужбина српских владара садрже законодавне одредбе за редовнике, свештенство, црквене старешине и за све категорије зависног становништва. Обавезе зависног сељаштва понекад су до детаља назначене.
У повељама се бележе имена жупа, планина, градова, утврђења, села, катуна, напуштених насеља, а често се детаљно набрајају међници сеоских атара и властелинстава. Богатством топонима садржаји повеља понекад подсећају на катастарски снимак терена. Помоћу повеља могу се утврдити границе обласних господара и државне границе. Повеље су најпоузданији извор за територијално-политичке промене, мада повеље, уколико нису уговори, пружају мало података за политичку историју. Понекад се у повељама пописује зависно становништво. Према томе, оне садрже драгоцене податке за демографска истраживања. Уз одређен опрез на који су упозорили Станоје Станојевић и Георгије Острогорски, повеље се користе и за изучавање етничких односа.

### Правна вредност
Првобитно писани акти уопште нису имали доказну снагу и вредност, него су били само подсетник за сведоке, чији је исказ једини вредео као доказ. Међутим, током времена су писани акти све више добијали доказну вредност тако да је временом требало само утврдити аутентичност писаног акта, а доказна моћ је била у њему самом. Онда су сведоци, који су у почетку навођени као гаранти за правну радњу, постали по правилу сведоци за аутентичност повеље или јемци за одредбе у повељи.
Тако су повеље временом постале докази правне радње и као такве су сматране и употребљиване у средњем веку. Стога се у средњем веку повеље употребљавају и наводе у разним правним поступцима, оне се доносе и подносе, читају се и проучавају као пуноважно доказно средство, и то се у разним актима и документима изричито напомиње и истиче.
Због опасности од губљења и фалсификовања аката и докумената издавани су понекад у више примерака, или су завођена у посебне званичне књиге, које су онда такође имале доказну вредност.
У старој постојбини, пре доласка на Балканско полуострво, наши преци су све правне радње вршили усмено. После доласка у нову отаџбину наши преци су се, под утицајем Византије и западних држава и народа, упознали са писаним документима и почели су се и сами са њима служити, у почетку свакако помало и нерадо; Редлих са разлогом истиче да су Словени и Мађари још у IX веку имали неповерење у писане „ствари“ и повеље.
По словенском праву повеље су у почетку сматране само као белешка и подсетник за сведоке, чији је исказ за потврду правне радње или правног стања био једино меродаван и пресудан. Међутим, прилике у том погледу су се временом измениле и писани акти су и код нас добијали све већу вредност и све већи значај, а када су крајем XII века основане српске државне канцеларије и посао се у њима све више ширио и диференцирао, вредност писаних докумената све више је расла, и писани акти су све више добијали доказну вредност и снагу, док су сведоци све више били ту ради потврде аутентичности повеље или као јемци обавезе назначене у њој.

### Дипломатика
Изучавање повеља предмет је посебне научне дисциплине - дипломатике. Дипломатичка анализа повеља основ је критике извора у целини и заметак историјске методологије. Дипломатика је помоћна историјска наука која се бави проучавањем повеља, диплома, уговора и других службених докумената с правног и историјског становишта. Као наука о повељама, односно вештина читања и тумачења старих повеља, она се такође бави утврђивањем њихове изворности, оригиналности, времена кад су издате и друго.